# آن چی‌شوان
آن چی‌شوان (انگلیسی: An Qixuan؛ زادهٔ ۱۲ مارس ۲۰۰۰) ورزشکار تیراندازی با کمان اهل چین است.
وی در مسابقات کشوری و بین‌المللی در مجموع برندهٔ ۲ مدال نقره شده است.